# Fusillade de Chesapeake
La fusillade de Chesapeake est survenue le 22 novembre 2022 lorsqu'une fusillade de masse a eu lieu dans un supermarché Walmart à Chesapeake, en Virginie, aux États-Unis. Plusieurs personnes ont été tuées, dont le tireur, et plusieurs autres ont été blessées,. On pense que le tireur, Andrew Marcus Bing, était un employé, actuel ou ancien, du magasin.

## Fusillade
La police a répondu aux informations faisant état d'une fusillade dans le magasin à 22 h 12 HAE. Sur une durée de 35 à 40 minutes, les agents ont découvert plusieurs victimes dans le bâtiment, dont une près de l'entrée. Le tireur faisait partie des personnes décédées. Bien que le nombre exact de morts soit inconnu, la police a déclaré qu'il y en avait « moins de dix ».

## Auteur
Bien que la police n'ait pas révélé qui est l'agresseur, une vidéo filmée par un prétendu employé du magasin après la fusillade affirme que le responsable de l'équipe de nuit, Andre Marcus Bing, était le tireur. Selon le récit d'un témoin oculaire, Bing a « craqué », avant de tirer sur une dame, tuant des employés dans la salle de repos avant de tirer au moins dix coups de feu dans les allées de l'épicerie.
Bien que l'implication de Bing n'ait pas encore été confirmée, les enquêteurs ont déclaré qu'ils pensaient que le tireur était un employé actuel ou ancien, peut-être un responsable, qui avait tiré sur des employés dans la salle de pause.

## Enquête
Une enquête conjointe entre le département de police de Chesapeake et le Bureau of Alcohol, Tobacco, Firearms and Explosives est en cours.
Après la fusillade, un centre de regroupement familial a été créé au Chesapeake Conference Center.

## Réactions
Le sénateur Mark Warner a déclaré qu'il était écœuré par la fusillade.
La sénatrice de Virginie Louise Lucas, qui représente le 18e district du Sénat de Virginie, qui comprend Chesapeake, a déclaré qu'elle était « navrée que la dernière fusillade de masse américaine ait eu lieu dans un Walmart de mon district », avant d'appeler à des solutions à la violence armée aux États-Unis.